# Concile d'Avignon (1080)
Pour les articles homonymes, voir Concile d'Avignon.
Le concile d’Avignon  est un concile provincial tenu à Avignon en 1080 par Hugues de Die, légat du Saint-Siège sous le pape Grégoire VII, pour régler des problèmes provençaux.

## Le concile
En pleine période grégorienne et dans le cadre politique de la querelle des investitures, ce concile demandé par le pape Grégoire VII et soutenu par le comte de Provence Bertrand se tient en 1080 dans la ville d’Avignon en Provence alors terre d’empire, sous la présidence des légats pontificaux Hugues de Die et Richard de Millau l’abbé de Saint-Victor.
Plusieurs prélats y sont nommés et plusieurs dont l’archevêque de Narbonne, Pierre Bérenger de Narbonne (le propre oncle de Richard de Millau), et celui d’Arles, Aicard, déposés. Ce dernier est remplacé par Gibelin de Sabran, qui, toutefois, ne pourra prendre possession de son archevêché face à l’hostilité des Arlésiens.
Ces deux prélats avaient la particularité d’appartenir à deux familles en délicatesse avec l’Église, celle des vicomtes de Narbonne et celle des vicomtes de Marseille en conflit respectivement avec le comte de Toulouse et le comte de Provence[réf. incomplète].

### Sources et bibliographie
- Martin Aurell, Jean-Paul Boyer et Noël Coulet, La Provence au Moyen Âge, Aix-en-Provence, Publications de l’université de Provence, coll. « Le temps de l’histoire », 2005, 360 p. (ISBN 2-85399-617-4)